# کانرنون
کانرنون (به انگلیسی: Canrenone)
نام تجارتی: کونتارن Contaren و لوویون Luvion
طبقه‌بندی فارماکولوژیک: آنتاگونیست آلدوسترون، آنتی آندروژنی
طبقه‌بندی درمانی: دیورتیک

## کاربرد
کانرنون نوعی آنتاگونیست آلدوسترون است که دارای ویژگی‌های آنتی آندروژنی نیز هست و در اروپا به عنوان نوعی دیورتیک به کار می‌رود. این ترکیب، یکی از متابولیت‌های فعال اصلی اسیپرونولاکتون نیز هست و گمان می‌رود که مسئول بخشی از عملکرد اسیرونولاکتون باشد.